# Ogrodzieniec (gmina)
Ogrodzieniec – gmina miejsko-wiejska w Polsce położona w województwie śląskim, w powiecie zawierciańskim. W latach 1975–1998 gmina administracyjnie należała do województwa katowickiego.
Siedziba gminy to Ogrodzieniec.
Według danych z 30 czerwca 2004 gminę zamieszkiwały 9563 osoby. Natomiast według danych z 31 grudnia 2017 roku gminę zamieszkiwało 9180 osób.

## Położenie
Według danych z roku 2002 gmina Ogrodzieniec ma obszar 85,69 km², w tym:
- użytki rolne: 46%
- użytki leśne: 44%

Gmina stanowi 8,54% powierzchni powiatu.

## Sąsiednie gminy
Klucze, Kroczyce, Łazy, Pilica, Zawiercie

## Demografia

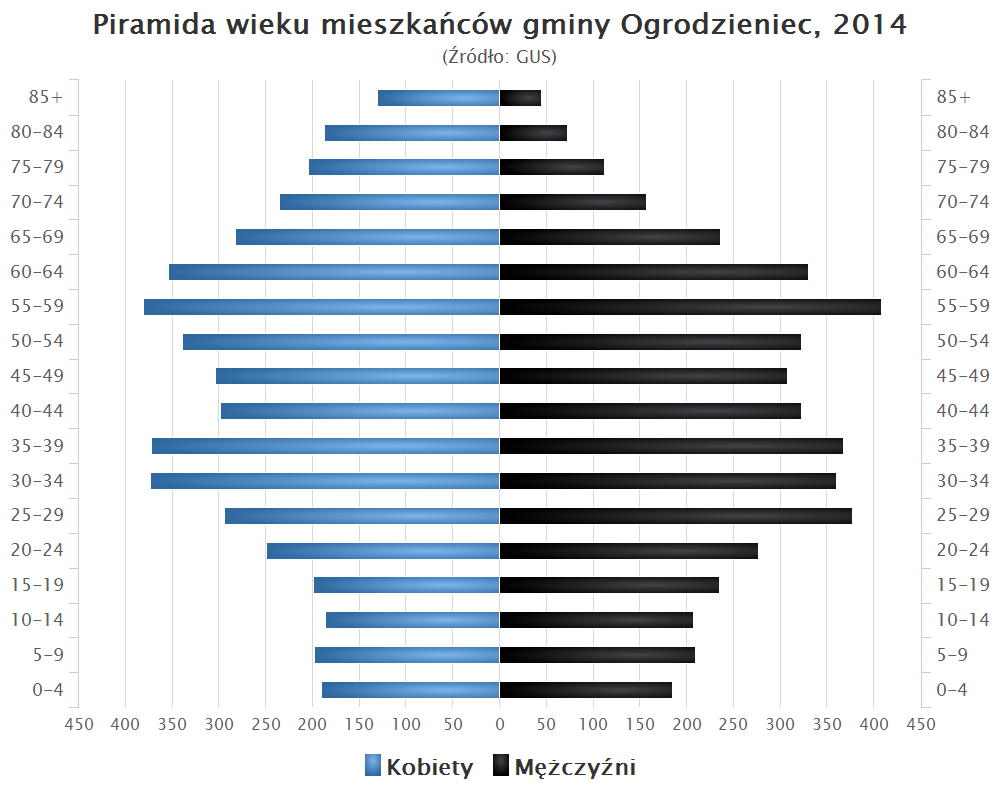
Piramida wieku mieszkańców gminy Ogrodzieniec w 2014 roku

Dane z 30 czerwca 2004:
| Opis                              | Ogółem | Ogółem | Kobiety | Kobiety | Mężczyźni | Mężczyźni |
| --------------------------------- | ------ | ------ | ------- | ------- | --------- | --------- |
| jednostka                         | osób   | %      | osób    | %       | osób      | %         |
| populacja                         | 9563   | 100    | 4914    | 51,4    | 4649      | 48,6      |
| gęstość zaludnienia (mieszk./km²) | 111,6  | 111,6  | 57,3    | 57,3    | 54,3      | 54,3      |

## Burmistrzowie (od 2002)
- 2002-2018 – Andrzej Mikulski
- 2018-teraz – Anna Pilarczyk

## Przemysł
„Prochownia” w Ogrodzieńcu, czyli ruiny carskiej fabryki prochu, fragmenty pamiątki militarnej z początków XX w. to jedna z nietypowych atrakcji turystycznych w gminie Ogrodzieniec – „zabytkowy” obiekt przemysłowy. Do dziś zachowały się resztki murów, wysokie słupy zbudowane z cegły, które oddzielały działy prochowni, zarys stawów przeciwpożarowych, dewastacji uległ wodociąg, którym doprowadzano wodę z Krępy. Pozostałości prochowni z początku ubiegłego stulecia, około 1907 roku, znajdują się w lesie pośród sosen, przy trasie na Dąbrowę Górniczą: Ogrodzieniec–Łazy, na czarnym szlaku turystycznym „Prochownia” w sąsiedztwie czarnego szlaku Józefów–Krępa. Zniszczeniu uległa podczas I wojny światowej.

## Edukacja
- Gimnazjum Publiczne w Ogrodzieńcu
- Zespół Szkolno-Przedszkolny w Ogrodzieńcu
- Szkoła Podstawowa w Gieble
- Szkoła Podstawowa w Podzamczu
- Szkoła Podstawowa w Ryczowie

## Zabytki
Wykaz zabytków według Narodowego Instytutu Dziedzictwa.
| Zabytek                                                                   | Zdjęcie | Numer                 | Położenie                                                    |
| ------------------------------------------------------------------------- | ------- | --------------------- | ------------------------------------------------------------ |
| Kościół parafialny pw. św. Jakuba Starszego                               |         | A/796/67 z 17 VI 1967 | Giebło 50°28′53,06″N 19°36′04,77″E/50,481406 19,601325       |
| Zamek Bonerów z XV w., obecnie w ruinie                                   |         | A/771/67 z 17 VI 1967 | Podzamcze 50°27′11,74″N 19°33′07,72″E/50,453261 19,552144    |
| Kościół parafialny pw. Przemienienia Pańskiego                            |         | A/772/67 z 17 VI 1967 | Ogrodzieniec 50°27′09,67″N 19°31′36,88″E/50,452686 19,526911 |
| Ogrodzenie wraz z bramą kościoła parafialnego pw. Przemienienia Pańskiego |         | A/772/67 z 17 VI 1967 | Ogrodzieniec 50°27′09,67″N 19°31′36,88″E/50,452686 19,526911 |
| Kaplica z XVI w.                                                          |         | A/773/67 z 17 VI 1967 | Podzamcze, ul. Zamkowa                                       |

## Sołectwa
Fugasówka, Giebło, Giebło-Kolonia, Gulzów, Kiełkowice, Mokrus, Podzamcze, Ryczów, Ryczów-Kolonia, Żelazko.

## Współpraca międzynarodowa
Miasta i gminy partnerskie:
- Bogács
 Spiskie Podgrodzie
 Melissano
 Groß-Bieberau
 Forbach